# Тома, Габриэль Жюль
Габриэль Жюль Тома́ (фр. Gabriel-Jules Thomas; 10 сентября 1824 года, Париж — 8 марта 1905 года, там же) — французский скульптор.

## Биография
Ученик Раме, Огюста Дюмона и Парижского училища изящных искусств. Получив в 1848 году первую Римскую премию за статую «Филоктета, отправляющегося на осаду Трои», совершенствовался в Италии. С 1875 года состоял членом Французского института.

## Творчество

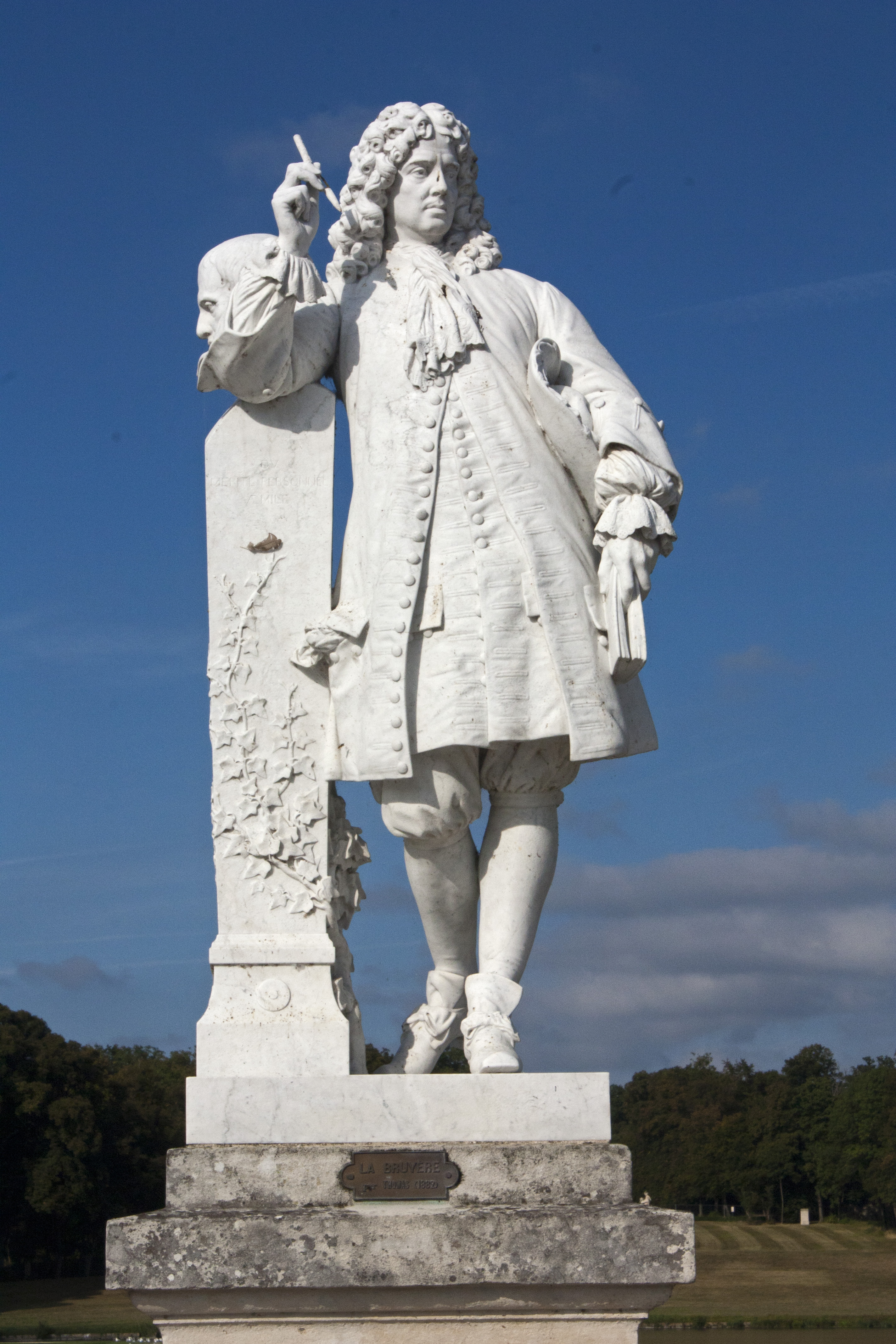
Памятник Жану де Лабрюйеру

Главное его произведение — мраморная статуя актрисы Марс в вестибюле парижского театра Комеди Франсэз, сочинённая с большим вкусом, полная жизни и чувства, замечательная по совершенству технического исполнения. Из прочих его работ, отличающихся в большей или меньшей степени теми же достоинствами, можно указать на:
- статуя «Филоктета, отправляющегося на осаду Трои»
- «Комедию» и «Трагедию» — две кариатиды цветного мрамора, украшающие собою большую лестницу в здании Парижской оперы,
- статуи «Вергилия»,
- «Молодого воина»,
- «Орфея»,
- бронзовое распятие,
- барельеф «Смерть св. Стефана» (тимпан в церкви Сент-Этьен-дю-Мон в Париже)
- многие портретные бюсты (профессора медицины П. Лорена, члена института Дюмона, архитектора Абади, живописца Бугро и др.).